# 交流型イノベータ
交流型イノベータ（こうりゅうがたイノベータ）とは、2015年3月25日に内閣府経済社会総合研究所が公開した『イノベーティブ基盤としての産業人材に関する研究会 最終報告書』で定義されたイノベーションを起こす人材の人物像である。

## 概要
社会全体が大きく変化する中で、日本の国際競争力を維持・強化するためには、社会の変化に柔軟に対応しつつ、付加価値を生みだすイノベーション創出に寄与できる人材の育成を目的として、内閣府経済社会総合研究所が定義した。「異なるコミュニティを繋ぎ」かつ「問題定義から製品・サービスの創造を一気通貫でできる」人材と定義されている。
現状では、ハッカソン、フューチャーセッションにおけるファシリテーター。PTAコミュニティなどが該当する。

## 求められる特性・能力・姿勢
- 強い動機・ぶれない軸の共有
- 目的・目標に応じた経営管理・マネジメント手法の実践
- 優しい天才
- ワイルドを楽しむ
- 新たな価値の創造を目指す姿勢

以上が必要な特性とされている。